# Trachyglanis sanghensis
Trachyglanis sanghensis es una especie de pez de la familia Amphiliidae en el orden de los Siluriformes.

## Morfología
Los machos pueden llegar alcanzar los 5 cm de longitud total.

## Hábitat
Es un pez de agua dulce y de clima tropical.

## Distribución geográfica
Se encuentran en África: río Sangha (cuenca de río Congo).